# 마산서중학교
마산서중학교(馬山西中學校)는 대한민국 경상남도 창원시 마산합포구 월영동에 있는 공립 중학교이다.

## 학교 연혁
- 1981년 12월 31일 : 마산서중학교 설립 인가(7학급)
- 1982년 3월 5일 : 개교 및 입학식
- 2022년 9월 1일 : 제17대 심규철 교장 취임
- 2022년 12월 29일 : 제39회 졸업식(졸업생 186명, 총 졸업생수 14,845명)
- 2023년 3월 2일 : 	제42회 입학식(입학생 175명)
- 2024년 9월 1일 -> 제 17대 오만교 교장 취임
- 2017년 2월 8일 : 제33회 졸업식(졸업생 214명, 총 졸업생수 13,817명)
- 2017년 3월 1일 : 19(1)학급 인가
- 2017년 3월 2일 : 제36회 입학식(입학생 184명)
- 2017년 9월 1일 : 제14대 정기영 교장 취임
- 2018년 2월 9일 : 제34회 졸업식(졸업생 186명, 총 졸업생수 14,003명)
- 2018년 3월 1일 : 19(1)학급 인가
- 2018년 3월 2일 : 제37회 입학식(입학생 164명)
- 2019년 2월 15일 : 제35회 졸업식(졸업생 166명, 총 졸업생수 14,169명)
- 2019년 3월 1일 : 제15대 남행주 교장 취임
- 2019년 3월 4일 : 제38회 입학식(입학생 163명)

-->

## 참고 자료
- 마산서중학교 - 한국교육학술정보원 학교알리미